# سكوت كاري (لاعب كرة قاعدة)
سكوت كاري (بالإنجليزية: Scott Cary)‏ هو لاعب كرة قاعدة أمريكي، ولد في 4 أبريل 1923 في كيندالفيل في الولايات المتحدة، وتوفي في 28 فبراير 2011 في كولدووتر في الولايات المتحدة بسبب مرض.

## وصلات خارجية
- سكوت كاري على موقعبيزبول رفرنس.كوم (الدوري الرئيسي) (الإنجليزية)